# 根ヶ山光一
根ヶ山 光一（ねがやま こういち、1951年3月29日 - ）は、日本の発達心理学者。早稲田大学人間科学学術院名誉教授。専門は発達行動学。大阪大学博士（人間科学）。

## 略歴
香川県生まれ。1973年、大阪大学文学部哲学科（心理学専攻）卒業。1977年、大阪大学大学院文学研究科博士課程（心理学専攻）中退。1992年、「マカカ属霊長類における母親の子に対する攻撃行動と子の離乳に関する研究」で大阪大学博士（人間科学）。
1977年から1986年まで大阪大学人間科学部助手。1986年から1990年まで武庫川女子大学講師。1990年から1996年まで同大学助教授。この間、文学部・家政学部・生活環境学部に所属した。1996年から1998年まで早稲田大学人間科学部助教授。1998年からは同学部教授。2004年9月より早稲田大学が学術院制度を導入したことに伴い、早稲田大学人間科学学術院教授。2021年早稲田大学名誉教授。
この間、1991年、2001年、2010年にイギリス・エディンバラ大学客員研究員。また、2012年からイギリス・ストラスクライド大学、2014年からフランス・トゥールーズ大学において、客員教授。2018年からNPO法人保育・子育てアドバイザー協会理事長、2020年から乳幼児医学・心理学会理事長に在職。

## 研究分野
母子間のnegativityがポジティブな機能をもつにもかかわらず子育ての議論が求心性に偏重しているとの視点から、母子関係は双方の身体性を基盤とした主体性のぶつかり合いとそれをふまえたダイナミックな相互調整過程であるとして一貫して子別れのテーマを追究し、それにアロマザリング（アロケア）を加味して母子の「遠心性」の問題として発信を続けている。遠心性の霊長類種間比較・文化比較を行い、日英比較研究や沖縄の離島研究なども手がけて、子育てにおける子どもと親、子どもと周囲の大人との相互主体的な共生にもとづくあるべき関係像を模索する。また離乳の意識や実践の時代変化から、母子保健行政と母親の育児行動選択の関連についても関心を向ける。1990年に発達科学研究教育奨励賞、2006年に発達臨床研究賞、2007年にこども環境学会賞論文賞を受賞。

## 著書
- 『発達行動学の視座 <個>の自立発達の人間科学的探究』金子書房 2002
- 『〈子別れ〉としての子育て』日本放送出版協会 NHKブックス 2006
- 『アロマザリングの島の子どもたち 多良間島子別れフィールドノート』新曜社 2012
- 『「子育て」のとらわれを超える』新曜社 2021
- ”Parent-infant centrifugalism and centripetalism: Overcoming the prison of 'parenting' ”Waseda University Press 2022
- 『抱え込まない子育て : 発達行動学からみる親子の葛藤』岩波新書, 2024

### 共編著
- 『行動の発達を科学する』荘厳舜哉共編著 福村出版 1990
- 『子別れの心理学 新しい親子関係像の提唱』鈴木晶夫共編著 福村出版 1995
- 『母性と父性の人間科学』編著 コロナ社 ヒューマンサイエンスシリーズ 2001
- 『身体から発達を問う 衣食住のなかのからだとこころ』川野健治共編著 新曜社 2003
- 『「環境」人間科学』中島義明共編 朝倉書店 現代人間科学講座 2008
- 『ヒトの子育ての進化と文化 アロマザリングの役割を考える』柏木惠子共編著 有斐閣 2010
- 『発達科学ハンドブック 4　発達の基盤:身体,認知,情動』仲真紀子共責任編集 新曜社　2012
- 『子どもと食 食育を超える』外山紀子,河原紀子共編 東京大学出版会 2013
- 『FRONTIERS IN DEVELOPMENTAL PSYCHOLOGY RESEARCH : Japanese Perspectives』日本発達心理学会編 岩立志津夫,子安増生共監修 ひつじ書房 2016
- 『共有する子育て：沖縄多良間島のアロマザリングに学ぶ』外山紀子、宮内洋共編著　金子書房　２０１９

## 論文
- cinii